# Dwang
El dwang (o nchumunu) és una llengua guang septentrional que parlen els dwangs que viuen a la regió Brong-Ahafo, a Ghana. Hi ha entre 8.200 i 11.000 dwangs. El seu codi ISO 639-3 és nnu i el seu codi al glottolog és dwan1238.

## Família lingüística
Segons Ethnologue el dwang forma part del subgrup de llengües guangs septentrionals, que formen part de la família de les llengües kwa, que són llengües Benué-Congo. Les llengües guangs septentrionals són el foodo, el dompo, el chumburung, el foodo, el gikyode, el ginyanga, la llengua gonja, el kplang, el krache, el nawuri, el nchumbulu, el nkami, el nkonya i el tchumbuli. Segons Glottolog el chumburung és una de les sis llengües del subgrup de les llengües guang del riu Oti Septentrional. Les altres llengües d'aquest grup són el dwang, el kplang, el krache, el nchumbulu i el tchumbuli.

## Situació territorial i pobles veïns
El territori dwang està situat al sud del llac Volta, a la regió de Brong-Ahafo, al sud e la zona de parla chumburung, a l'est dAtebudu-Amantin. Segons el mapa lingüístic de Ghana de l'ethnologue, el territori dwang limita amb el llac Volta a l'est; amb el territori dels kraches, dels kplangs i dels nchumburus al nord; amb el territori dels abrons a l'oest; i amb el territori dels àkans al sud.

## Dialectes i semblança amb altres llengües
Els dialectes del dwang són el bekye (1.600 parlants), el kenyen (3.300) i el wiase (3.300). Segons l'ethnologue és molt semblant al kplang i és intel·ligibé amb el chumburung i el krache.

## Sociolingüística, estatus i ús de la llengua
El dwang és una llengua vigorosa (EGIDS 6a): tot i que no està estandarditzada, és parlada per persones de totes les generacions i en tots els dominis lingüístics tant a la llar com en l'àmbit social i la seva situació és sostenible. No existeix escriptura en llengua dwang.